# 篠原正美
篠原正美（しのはら まさみ、1904年（明治37年）1月1日 - 1986年（昭和61年）10月21日）は、日本の囲碁棋士。福岡県出身、井上孝平六段に師事、日本棋院所属、九段。第2期本因坊戦最終リーグ戦出場、日本棋院選手権戦準優勝など。剛腕の力戦派で「重タンク」と呼ばれた。

## 経歴
井上孝平に師事し、1920年（大正9年）入段。若手棋士の研究会六華会に参加。1923年二段昇段。中央棋院を経て、1924年に設立された日本棋院に所属。1925年三段、1926年四段と昇段し、村島義勝、橋本宇太郎とともに棋院三羽烏と称される。棋正社との院社対抗戦では、小野田千代太郎、高部道平に先番勝ちし。雁金準一に敗れる。1928年春期大手合甲組優勝し、同年来日した呉清源の試験碁では最初の相手を務めた。1932年五段。
「統計博士」と異名をとるほど計数に明るく、1939年の大手合改革案作成など、棋院運営にも貢献した。
1950年七段。1954年に日本棋院選手権戦決勝に進み、高川格に敗れ準優勝。1959年、63年の首相杯争奪戦準優勝。1963年八段。1964年本因坊戦リーグ入り。1972年九段。1979年大倉賞受賞。1984年1月に現役引退。
1948年から九州一円の囲碁指導旅行を行い、1985年まで続けた。
1986年に豊島区の自宅で死去。同年勲四等瑞宝章受章。門下に桑原宗久八段、小西泰三九段。

## 著名な対局等
1951年前期大手合での炭野武司戦は、先番炭野の見落としによる「タケフ切り」の一局として知られる。
小目二間高バサミの白コスミに対する図の形で、黒11、13と打つ力戦定石型は篠原流と呼ばれる。

## 著作
- 『詰碁のいろは』日本棋院 1976年